# Brian's Got a Brand New Bag
Brian's Got a Brand New Bag (Titulado Brian tiene una carroza nueva en España y La no tan nueva novia de Brian en Hispanoamérica) es el cuarto episodio de la octava temporada de la serie Padre de familia emitido en FOX el 8 de noviembre de 2009. La trama se centra en Brian, quien inicia una relación con una mujer de mediana edad, pronto descubre que la mujer necesita muchos cuidados por su estado de salud.
El episodio está escrito por Tom Devanney y dirigido por Pete Michels. El argumento y las referencias culturales recibieron críticas dispares por parte de la crítica. Según la cuota de pantalla Nielsen, el capítulo fue visto por 7,38 millones de televidentes. Cómo artistas invitados aparecen: Hart Bochner, James Burkholder, Aimee García, Jack Samson, Stacey Scowley, Debra Skelton, Reginald VelJohnson, Nana Visitor, Tico Wells, Mae Whitman y Bruce Willis. Cabe destacar que algunas colaboraciones están rodadas en imagen real.
El episodio está dedicado a la memoria del actor Patrick Swayze, fallecido en septiembre de 2009 a causa de un cáncer pancreático

## Argumento
En el videoclub local y aprovechando la promoción de comprar los DVD a un dólar cada uno, Peter decide gastarse todo el jornal en películas hasta que una en especial le llama la atención: De profesión: duro, tras verla en casa siente la necesidad de solucionar todo a base de patadas giratorias (como en la película en cuestión). Un día, Peter y Brian vuelven a casa con el coche de este primero, el cual se pasa el trayecto manejando el volante con los pies, hasta que choca con el coche de una joven, Brian baja del vehículo para disculparse y aprovecha para pedirle una cita a lo que la mujer accede encantada. A la noche, cuando llega a su casa a recogerla, Brian es recibido por Rita, la madre de esta, la cual le comenta que su hija es una joven muy impulsiva y que se ha largado con otro hombre poco después de que el can le hubiera pedido salir.
Tras conocerla, decide salir con ella, a medida que pasa la conversación entre ambos, Brian empieza a sentirse atraído por ella y decide continuar la noche en su casa en secreto, procurando que la familia no se entere, ya que de lo contrario se convertiría en el hazmerreír de todos por salir con una mujer madura. Rita y Brian duermen juntos, a la mañana siguiente se levantan bien temprano sin hacer ruido y asegurándose de que no hay nadie levantado, pero Brian al bajar las escaleras se encuentra con Lois, la cual le pilla con la mujer, los peores presagios se confirman para Brian, ya que Lois empieza a burlarse a espaldas de Rita y a avisar a la familia del nuevo ligue del can. Lois decide invitar a Rita a cenar con la intención de que le revele su edad, para ello cuenta con la ayuda de Peter, que con los comentarios de ambos, Rita se ve sometida ante tanta presión que rompe a llorar y admite tener 50 años, humillada, se vuelve a su casa en un mar de lágrimas. En la misma mesa, Brian se enfurece con sus dueños por entrometerse en su vida amorosa y de vejar así a una persona. Brian abandona a la familia y se va a casa de Rita a consolarla, tras conseguirlo, le propone matrimonio. Los Griffin, todavía con remordimientos se disculpan de su comportamiento, sin embargo, Brian les dice que se marcha a vivir con Rita, cuando les comenta que se ha comprometido, todos se llevan una sorpresa. Lois y los demás se ven obligados a darle su aprobación.
Al cabo de pocas noches, Brian y Rita mantienen relaciones sexuales, pero la fragilidad de sus huesos hacen que se rompa la cadera. En el hospital, Brian se reúne con Peter y Lois por primera vez en días para darle su apoyo, por otro lado, Peter le advierte de que su relación irá por muy mal camino ahora que tiene que cuidarla y a estar pendiente de ella en todo momento. De nuevo en casa, Rita debe guardar cama mientras dure su convalecencia, pronto a Brian se le empiezan a pasar por la cabeza lo que Peter le había comentado en el hospital, Rita decide mandarle a por la medicación que necesita, pero al salir de la tienda a por la medicación, ve a un grupo de mujeres jóvenes entrar en bar, al verlas sucumbe a la tentación de engañar a la que ahora es su mujer. Sin embargo Brian se da cuenta de lo mucho que ama a Rita a pesar de la diferencia de edad y finalmente le confiesa a la mujer lo que hizo, obviamente no le hace mucha gracia y decide romper su compromiso y le pide que marche de su casa por haberle engañado pensando que quizá sea lo mejor, especialmente cuando empiezan a discutir sobre los términos de antaño con los que la mujer se refiere al sofá.

## Producción

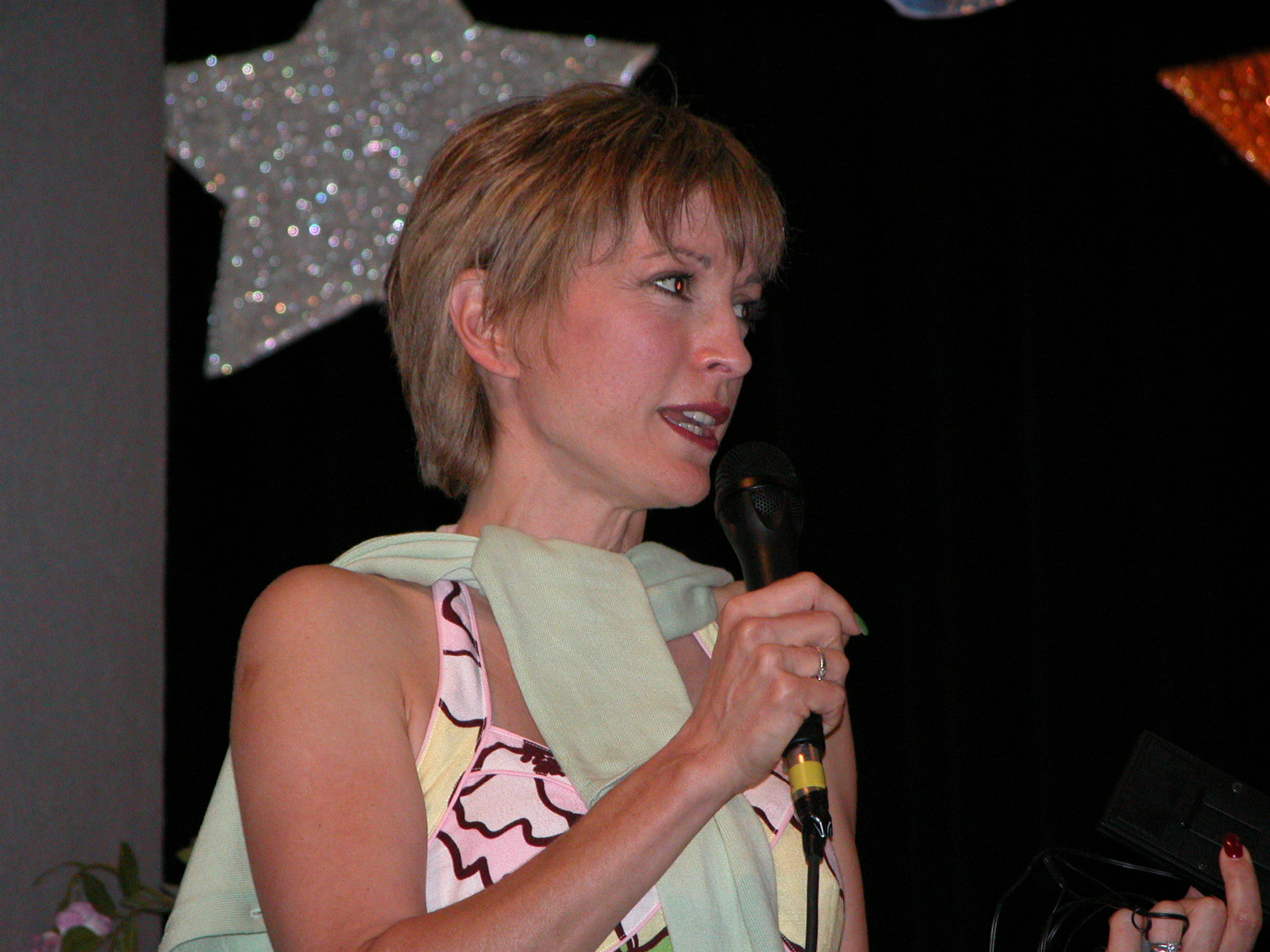
Nana Visitor presta su voz a Rita.

El episodio fue dirigido por Pete Michels y escrito por Tom Devanney poco después de la conclusión de la producción de la séptima temporada. Ambos se unieron al equipo técnico en la tercera y cuarta temporada de la serie.
Aparte del reparto habitual, en el episodio prestan sus voces a sus respectivos personajes los actores Hart Bochner, James Burkholder, Aimee Garcia, Jack Samson, Stacey Scowley, Debra Skelton, Reginald VelJohnson y Nana Visitor, Tico Wells, Mae Whitman. Algunos de ellos aparecen en imagen real, como es el caso, por ejemplo, de Bruce Willis y Reginald VelJohnson.